# Tramvia del Mont Blanc

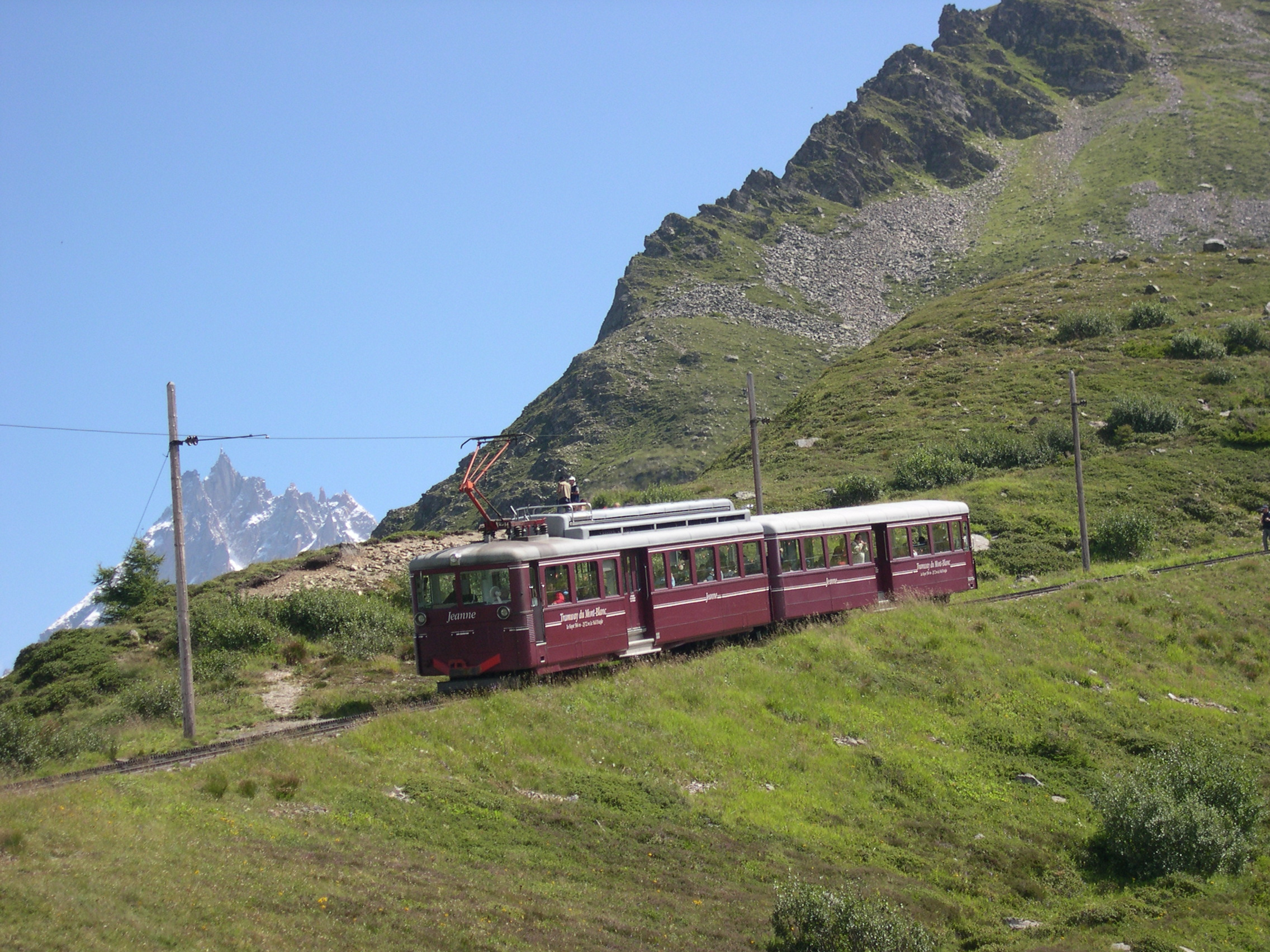
Una part del TMB

El Tramvia del Mont Blanc o TMB és una línia de ferrocarril cremallera del Massís del Mont Blanc, que uneix l'estació de tren de la SNCF de Saint-Gervais-les-Bains Le Fayet, amb una altitud de 580 m fins a la glacera de Bionnassay, a l'estació de Nid d'Aigle, amb una altitud de 2372 m a l'Alta Savoia. Inicialment la línia havia d'arribar al cim del Mont Blanc, però no es va completar, i actualment és la línia més alta de ferrocarril de França.
La línia és explotada per la Compagnie du Mont-Blanc, que a més també explota diverses instal·lacions de remuntadors mecànics en el massís, com la línia de cremallera de Montevers.

## Història
El projecte inicial preveia de portar els turistes fins al cim del Mont Blanc, però els treballs es van aturar per culpa de la I Guerra Mundial. En realitat, els treballs més enllà de l'estació terminal actual, el Nid d'Aigle, haurien estat excessivament difícils, gairebé impossibles. Avui dia, molts guies i alpinistes estan contents que la via s'hagués aturat, tot i que a d'altres els agradaria veure la línia a una cota superior.
Actualment s'han iniciat unes obres per modificar l'estació final i fer arribar la línia en un lloc més pla. Els treballs es va preveure que acabessin el 2008-2009. El 2006 es va obrir un refugi-restaurant a 2412 m d'altitud, i que ha substituït l'antic refugi que hi havia al costat de l'estació i que es va cremar fa uns anys.

### Cronologia
- 3 d'agost de 1904: concessió acordada a la companyia del «Tramway du Mont-Blanc» per una línia elèctrica amb una via mètrica de cremallera entre l'estació de Le Fayet i l'Aiguille du Goûter (3817 m).
- 4 d'abril de 1908: aprovació definitiva del projecte d'execució de la línia.
- 25 de juliol de 1909: inauguració de la primera secció fins al Col de Voza (1653 m).
- 1911: segona secció fins a Bellevue.
- Agost de 1914: fi dels treballs al Nid d'Aigle (2372 m), al costat de la glacera de Bionnassay. Els treballs van ser interromputs per la guerra i no es van reprendre.

## Descripció de la línia

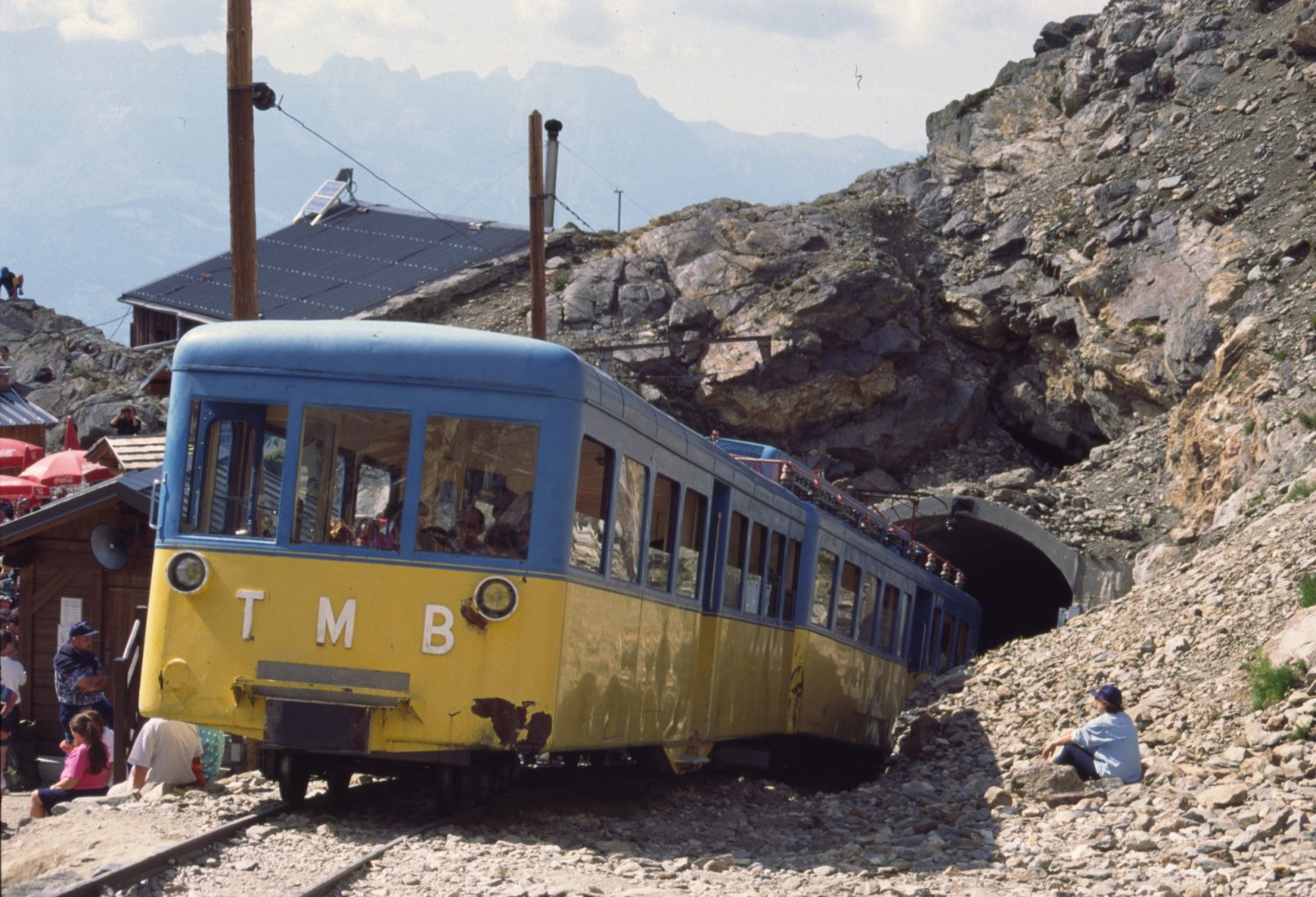
Un tren del TMB al Nid d'Aigle, el 1996.

### Característiques tècniques
Via:
- Amplada: 1000 mm.
- Des nivells: pendent mitjà 15%, pendent màxim 24%.
- Radi de curvatura[1] mínim: 54 m.
- Alçada de la sortida (Le Fayet): 590 m.
- Alçada de l'arribada (Le Nid d'Aigle): 2372 m.
- Llargada de la via: 12,4 km.
- Durada del viatge: 1 h 15 min.
- Cremallera: 85% del recorregut, en les estacions no n'hi ha.
- Electrificació: corrent altern 11 kV, 50-60 Hz.

Avui dia es disposa de 3 trens compostos d'una motriu i un remolc. Tenen els noms de les tres filles del director: la blava es diu Marie; la vermella, Joanne; i la verda, Anne. La motriu és sempre al costat vall, mentre que el remolc és al costat muntanya, cosa que permet retenir el remolc durant el descens. El remolc també té una cabina de conducció.

### Recorregut
La línia surt de «Le Fayet» (Saint-Gervais-les-Bains) per arribar al Nid d'Aigle (2372 metres) en una hora i 15 minuts, passant per les estacions de muntanya que són: Saint-Gervais-Mont-Blanc, Motivon (utilitzada pels veïns de la línia), Col de Voza et Bellevue.